# Власова, Наталья Михайловна
Ната́лия Миха́йловна Вла́сова (3 октября 1941, Рязанская область, СССР — 27 мая 2014, Москва, Россия) — советская и российская актриса, заслуженная артистка России (2007).

## Биография
В 1965 году окончила высшую школу-студию (ВУЗ) им. В. И. Немировича-Данченко при МХАТ им. Горького.
В 1969 году поступила в Московский театр Мимики и Жеста на должность актёра-диктора. О том, что побудило её стать «переводчицей» глухонемых актёров, Наталья Михайловна говорила так:

«Во время ожидания распределения мне посоветовали посмотреть театр Мимики и Жеста. 
Я увидела изумительную игру  актёров, замечательные декорации к спектаклям. Подумала, что у глухих актёров нет голоса, а у меня есть. Почему бы это не объединить, чтобы люди услышали великолепную игру этих артистов?» 
Наталья Михайловна останется верна театру Мимики и Жеста до конца своих дней. Среди последних озвученных ею спектаклей — «Свадьба» и «Сказка за сказкой», юбилейный концерт к 50-летию театра «Играли, играем и будем играть!»
Работу в театре Наталья Власова сочетала с участием в дублировании зарубежных кинокартин для отечественного кинопроката и центрального телевидения, и вместе с другими пионерами зарождавшегося в СССР в 60-е годы нового амплуа положила начало отечественной традиции синхронного художественного озвучивания.
Голосом Натальи впервые заговорили на отечественном телеэкране по-русски Софи Лорен, Анна Маньани, Моника Витти, Джульета Мазини, Клаудиа Кардинале, Мари Лафоре, Мэрил Стрип, Вайнона Райдер. Множество героинь и персонажей в сотнях кино- и телефильмов. Например, всем знакомая в 90-х мисс Марпл в знаменитом сериале 90-х, или персонажи мультфильмов производства Уорнер Бразерс и Дисней и т. д.
Вела несколько рубрик на телевидении в главной редакции научно-популярных и учебных программ — "Русская речь", "Страницы русской и зарубежной классики". Принимала участие в программах литературно-драматического вещания ("Слово", "Лад"). (документальный телесериал «Великие романы мира»).
Стояла у истоков создания редакции кинопоказа на НТВ. К этому времени на протяжении 20 лет была одной из ведущих актрис озвучивания центрального телевидения СССР и России, озвучивала телевизионные сериалы и фильмы лучших кинокомпаний мира, принимала участие в работе над более чем 500 фильмами.
Записывалась на пластинки фирмы «Мелодия». Снялась в нескольких художественных фильмах.
Одна из последних работ — моноопера для драматической актрисы «ЧТО ТАКОЕ ЕСТЬ ПО…» русского композитора Михаила Чекалина на тексты поэтов обэриутов. Также недавние работы, вышедшие на CD и DVD — литературно-музыкальные циклы «59 стихотворений русских поэтов о любви» (программа охватывающая период от Баратынского до Бальмонта, Северянина, Блока…); «Осень Небожителя» — 107 стихотворений Ли Бо; 60-минутный саундтрек к детской музыкальной анимационной сказке «Лешики. Таинственные похитители».
Скончалась 27 мая 2014 года. Прах захоронен в колумбарии на Донском кладбище.

## Роли в кино
- 1994 — Цветы провинции
- 1992 — Крест милосердия
- 1993 — Роман императора
- 1986 — Письма мёртвого человека
- 1982 — Ассоль

## Озвучивание и дубляж
- 2006 — Лешики. Таинственные похитители — все роли
- 1995 — Мертвец идёт (Dead Man Walking)
- 1995 — Каспер (Casper)
- 1993 — Дом духов (House of the Spirits)
- 1990 — Великие воздушные гонки (Great Air Race)
- 1988 — Крошка Доррит (Little Dorrit)
- 1987 — Утиные истории (DuckTales) — Магика де Гипноз (в сериях ''В поисках пропавшей арфы'', ''Утята в будущем'', ''При удаче гривенника хватит'', ''Ни капельки не страшно'' и ''Суперпрочное стекло''), Мамаша Гавс (в сериях ''Племянники против Купидона'' и ''Клуб миллиардеров братьев Гавс''), эпизодические и второстепенные персонажи (дубляж 1990-1994 годов)
- 1987 — Спрут 3 (Piovra 3)
- 1987 — Последний император (Last Emperor)
- 1987 — Приключения Тедди Ракспина (The Adventures of Teddy Ruxpin)
- 1985 — Приключения медведей Гамми (The Adventures of the Gummi Bears) — Бабушка Гамми, Леди Бейн, Марзипан (в серии ''Колдовские чары''), Весельчак, второстепенные персонажи в первых сериях (дубляж 1991-1992 годов)
- 1983 — Джейн Эйр (Jane Eyre)
- 1982 — Поющие в терновнике (Thorn Birds)
- 1976 — Рабыня Изаура (Escrava Isaura)
- 1975 — Блеск и нищета куртизанок (Splendeurs et misères des courtisanes)
- 1970 — Большая белая надежда (The Great White Hope)
- 1968 — Оливер! (Oliver!)
- 1967 — Сага о Форсайтах (Forsyte Saga)
- 1964—1967 — Флиппер (Flipper)